# Saturday Night's Main Event XXXVIII
Saturday Night's Main Event XXXVIII — 38-е двогодинне шоу професійного реслінгу серії Saturday Night's Main Event, організоване WWE у форматі, так званого, симулкасту. Шоу транслювалося в прямому ефірі на каналі NBC, а також лайвстримінгом на Peacock (у США) й на YouTube на більшості міжнародних ринків. В ньому брали участь реслери з основного ростеру компанії. Подія відбулася в суботу, 25 січня 2025 року (за місцевим часом), у Фрост Бенк-центрі, Сан-Антоніо, штат Техас, США.
На шоу пройшли чотири матчі, три з яких за чемпіонські титули. Також відбулось підписання контракту на титульний матч між Беззаперечним чемпіоном WWE Коді Роудсом й Кевіном Оуенсом, що був запланований на шоу Royal Rumble 2025 року, а в якості модератора виступив член Зали слави WWE Шон Майклз.

## Матчі
| №                                                                                            | Результати                                               | Умови                                                 | Час   |
| -------------------------------------------------------------------------------------------- | -------------------------------------------------------- | ----------------------------------------------------- | ----- |
| 1D                                                                                           | Ел Ей Найт переміг Кармело Хейза утриманням опонента.    | Одиночний матч                                        | 5:06  |
| 2                                                                                            | Рія Ріплі (c) перемогла Наю Джакс утриманням опонентки.  | Одиночний матч за Чемпіонство світу серед жінок       | 9:25  |
| 3                                                                                            | Брон Брейккер (c) переміг Шеймуса утриманням опонента.   | Одиночний матч за Інтерконтинентальне чемпіонство WWE | 11:30 |
| 4                                                                                            | Браун Строуман переміг Джейкоба Фату по дискваліфікації. | Одиночний матч                                        | 9:00  |
| 5                                                                                            | Гюнтер (c) переміг Джея Усо утриманням опонента.         | Одиночний матч за Чемпіонство світу у важкій вазі     | 16:40 |
| \| (c) \| – чемпіон(-и) на момент старту поєдинку \| \| D \| – цей матч пройшов як темний \| |                                                          |                                                       |       |
| (c)                                                                                          | – чемпіон(-и) на момент старту поєдинку                  |                                                       |       |
| D                                                                                            | – цей матч пройшов як темний                             |                                                       |       |